# Либеральная национальная партия (Великобритания)
Либеральная национальная партия (англ. Liberal National Party), также известна как Национальная либеральная партия (англ. National Liberal Party) — либеральная политическая партия в Великобритании с 1931 по 1968 год. Образована в результате раскола Либеральной партии, позже начала сотрудничать с Консервативной партией, пока постепенно не слилась с ней. В 1947 году партия объединилась с консерваторами на местном уровне, но до 1968 года сохраняла свой политический профиль и национальный бренд. Её члены участвовали в выборах как «либерал-националисты», «национал-либералы», «национал-либералы и консерваторы», «либералы и консерваторы».

## История
Либеральные националисты превратились в особую группу внутри Либеральной партии в тот момент, когда основная часть либералов сохранила у власти второе лейбористское правительство Рамси Макдональда, которому не хватало большинства в парламенте. Со временем всё большее число депутатов-либералов во главе с сэром Джоном Саймоном заявляли о своей полной оппозиции этой политике и начинали более тесно сотрудничать с Консервативной партией, соглашаясь даже на отказ от свободной торговли в пользу протекционизма, что было неприемлемо для традиционных либералов. К июню 1931 года три депутата-либерала — Саймон, Эрнест Браун и Роберт Хатчисон (бывший сторонник Ллойд Джорджа из числа Национал-либералов 1920-х годов) — вышли из партии и заняли позицию независимых членов Палаты общин.
Когда в августе 1931 года лейбористское правительство было заменено временным, чрезвычайным (хотя и как оказалось долговременным) многопартийным Национальным правительством, либералы-диссиденты временно примирились с остальной частью своей партии; но в следующие два месяца исполняющий обязанности лидера партии Герберт Сэмуэль был близок к тому, чтобы уйти из правительства из-за предложения о проведении внеочередных выборов, опасаясь, что это даст консерваторам большинство и приведёт к протекционизму. Однако ему пришлось отказаться от своей позиции из-за готовности части либералов,таких как сэр Джон Саймон, которые ради сохранения Национального правительства готовы были поддерживать протекционизм. Сэмуэля снова приняли в новое Национальное правительство при условии согласия с идеей досрочных выборов в соответствии с отдельным манифестом Либеральной партии, при этом стойкие сторонники национального правительства были готовы отказаться от идеи свободы торговли.

### Раскол Либеральной партии
Наблюдая за растущим потоком дешёвых иностранных товаров, партия разделилась во мнениях о яром консервативном протекционизме: часть либералов из числа сторонникв Национального правительства решили отказаться от фритредерства и, не найдя понимания у своих однопартийцев, в октябре 1931 года в преддверии всеобщих выборов сформировали собственную партию, Либеральную национальную. Также возникла третья группа под руководством официального лидера партии Дэвида Ллойд Джорджа, независимые либералы, которые полностью выступали против национального правительства, но у них почти не было сторонников среди видных либералов, за исключением родственников Ллойд Джорджа. На следующих выборах 1935 года они воссоединились с официальными либералами, которых в просторечии называли «самуэлитами».
После выборов 1931 года либералы, последовавшие за Джоном Саймоном, официально отказались от членства в Либеральной партии в парламенте и действовали во всех отношениях и целях как отдельная партийная группа, известная как «саймониты», хотя и не были сразу полностью признаны таковыми. В 1932 году либералы-самуэлиты ушли из правительства, выразив недовольство Оттавской конференции — введением ряда тарифных соглашений — хотя и продолжали поддерживать Национальное правительство с задних скамеек. К 1933 году они полностью перешли в оппозицию, в то время как либеральные националисты по прежнему поддерживали Национальное правительство. Эти две группы теперь были полностью разделены, хотя некоторые депутаты-либералы, такие как Роберт Бернейс, оставались на скамейке запасных в правительстве до того, как официально присоединились к либеральным националистам, а другие депутаты поддерживали связи по всему залу.

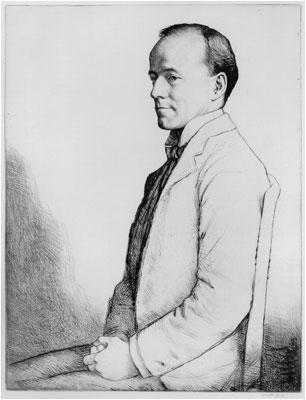
Уолтер Ренсимен, один из ключевых деятелей либеральных националистов.

Внутри партии раскол был не столь явным. Либеральные ассоциации, которые поддерживали кандидатов от Либеральной национальной партии, оставались членами Национальной либеральной федерации, основного органа официальной партии, пока она не была распущена в 1936 году; в частности, один из ключевых деятелей либеральных националистов, Уолтер Ренсимен из богатой семьи судовладельцев, избранный в Палату общин в 1899 году, оставался президентом федерации до её роспуска. Национальную либеральную федерацию заменил Либеральный национальный совет, главный орган местной (внепарламентской) партии, основанный в 1936 году. Однако разногласия усиливались, когда некоторые либеральные ассоциации поддерживали либеральных националистов, особенно на дополнительных выборах: часто готовы выступить против такого кандидата, поддержанного местной ассоциацией, которая называла себя «либеральной», но на самом деле была либеральной национальной.
На протяжении 1930-х и 1940-х годов неоднократно поднимался вопрос о воссоединении обеих либеральных партий, но они обычно терпели неудачу из-за вопроса о дальнейшей поддержке национального правительства. Во время Второй мировой войны либеральные националисты понесли существенные потери из-за перебежчиков, которые присоединились либо к независимым либералам, либо к консерваторам, либо стали беспартийными сторонниками правительства. В 1940 году национальное правительство было заменено всепартийной коалицией во главе с Уинстоном Черчиллем, в которое вошли и либеральные националисты, а Саймон стал лордом-канцлером. Новому официальному лидеру Либеральной национальной партии Эрнесту Брауну лишь изредка предоставлялся статус лидера партии в коалиции, и в других случаях он сталкивался с вопросами о будущем партии. Снова появились предложения воссоединиться с независимыми либералами, но они потерпели неудачу из-за настойчивого требования Брауна поддержать возрождение национального правительства после распада коалиции, что независимые либералы отвергли.
После разгрома обеих партий и сокрушительной победы Лейбористской партии на выборах 1945 года были предприняты новые попытки воссоединения. В Вестминстере независимые либералы находились в раздробленном состоянии, их крошечное число представляло все оттенки мнений; и было сомнительно, что новый лидер, Клемент Дэвис (сам бывший член Либеральной национальной партии, перешедший обратно на сторону независимых либералов) сможет объединить всех своих коллег в единую партию. Только в Лондоне (где ни одна из Либеральных партий не имела депутатов) эти две партии воссоединились на региональном организационном уровне, хотя в некоторых отдельных районах и округах, таких как Хаддерсфилд, конкурирующие либеральные ассоциации также начали сотрудничать и в конечном итоге слились. В то же время со стороны преданных либеральные националисты, которые тесно сотрудничали с консерваторами и получили министерские посты в четырёх национальных правительствах, раздавались призывы объединиться с Консервативной партией. Со временем эта группа либеральных националистов настолько сблизилась с консерваторами, что лишь немногие политические обозреватели находили разницу между ними.

### Слияние с Консервативной партией
В мае 1947 года было заключено соглашение Вултона-Тевиота между лордом Вултоном (от консерваторов) и лордом Тевиотом (от либеральных националистов), которое привело к слиянию двух партий на уровне избирательных округов. На этом этапе «Либеральные националисты» также изменили свое название на «Национальные либералы». Их первоначальное нежелание принять этот ярлык было считалось реакцией на использование Ллойд Джорджем названия Национал-либеральная партия в 1920-х годах.
Таким образом, национал-либералы на следующих шести всеобщих выборах выступали как союзники Консервативной партии, при этом их кандидаты баллотировались на выборах под разными названиями: национал-либералы, либералы-националисты, национал-либералы и консерваторы, либералы и консерваторы и так далее. Даже некоторые консерваторы, которые в прошлом практически не были связаны с Либеральной партией (включая Рэндольфа Черчилля), после 1950 года использовали название национал-либералы, когда баллотировались в качестве кандидатов в некоторых округах.
Появление на выборах кандидатов, называвших себя национал-либералами, вызвало недовольство официальной Либеральной партии. Её руководители и члены видели в этом вопиющее присвоение Консервативной партией их истории и попытку запутать общественность. Это усилило опасное политическое положение Либеральной партии. В 1951 году только благодаря сложным местным договоренностям пять из шести оставшихся депутатов-либералов были переизбраны в отсутствие кандидата от консерваторов. В двух округах (в Болтоне и Хаддерсфилде) выборы были проведены путём официальных местных соглашений, согласно которым в каждом округе баллотировался только один кандидат от либералов или консерваторов. Из-за дороговизны избирательных залогов и низкой поддержки избирателей Либеральная партия выдвигала мало кандидатов, особенно в 1951 и 1955 годах, когда партия едва набрала более 100 человек, чтобы баллотироваться в парламент.
В то время как Либеральная партия боролась за выживание, национал-либералы получили 17 мест на выборах 1950 года. На последующих выборах число депутатов от партии увеличилось до 19 в 1951 году и до 21 в 1955 году, а затем снова упало до 19 депутатов в 1959 году. Таким образом, партия сохранила свой статус самой крупной либеральной группы в парламенте.
В течение этого периода в кабинет министров входили два национал-либерала плюс один «либерал»:
- Джон Скотт Маклей, 1-й виконт Мюршил[англ.], был государственным секретарём по делам Шотландии с 1957 по 1962 год, пока не был уволен (вместе с шестью другими министрами) премьер-министром Гарольдом Макмилланом.
- Чарльз Хилл[англ.], известный своей работой в 1940-х годах в качестве радиодоктора, дающего советы по питанию на BBC Home Service, баллотировался как независимый кандидат на выборах 1945 года, а в 1950 году получил место в парламенте от Лутона как консерватор и национал-либерал. В 1951 году он был назначен парламентским секретарем Министерства продовольствия; с 1957 по 1961 год он был канцлером герцогства Ланкастер; а с 1961 года был министром жилищного строительства, местного самоуправления и по делам Уэльса. Потерял своё место в кабинете министров в результате перестановок Гарольда Макмиллана в 1962 году.
- Гвилим Ллойд Джордж, член парламента от Пембрукшира в 1922—1950 годах и от Ньюкасл-апон-Тайн-Норт в 1951—1957 годах, отошёл от Либеральной партии к 1946 году (хотя в 1945 году либералы и либеральные националисты предлагали ему должность лидера своей партии). Он сидел как либерал, но присоединился к Уинстону Черчиллю на скамье лидеров оппозиции. Необычно то, что он никогда официально не присоединялся к национал-либералам и, хотя и не сидел на правительственной скамье в 1931 году, с того года был независим от Либеральной партии и в конечном итоге принял младший пост в администрации национального правительства Невилла Чемберлена в 1939 году. Позднее он занимал пост министра внутренних дел с 1954 по 1957 год.

## Лидеры
- 1931—1940 — Джон Олсбрук Саймон 1-й виконт Саймон (1873—1954) — политический и государственный деятель. Один из трёх политиков, которые за свою карьеру были и министрами внутренних дел, и министрами иностранных дел, и канцлерами казначейства. Также занимал должность лорда-канцлера, самую высшую позицию в британской правовой системе.
- 1940—1945 — Эрнест Браун[англ.] (1881—1961) — член парламента, а также занимал многие другие политические должности во время Второй мировой войны.
- 1945—1946 — Джеймс Хендерсон-Стюарт[англ.], первый баронет (1897—1961) — армейский офицер, банкир и политик, член парламента от Ист-Файфа с 1933 года до своей смерти. Сыграл важную роль в переговорах о единстве национал-либералов с консерваторами, но не смог убедить присоединиться и Либеральную партию.
- 1946—1947 — Стэнли Холмс[англ.], 1-й барон Дувркорт (1878—1961) — дипломированный бухгалтер, бизнесмен и парламентарий.
- 1947—1956 — Джон Маклей[англ.], 1-й виконт Мьюиршиел (1905—1992) — политический и государственный деятель, Государственный секретарь по делам Шотландии (1957—1962), с 1964 года член Палаты лордов.
- 1956—1959 — Джеймс Дункан[англ.], 1-й баронет (1899—1974) — член парламента от Консервативной партии в Кенсингтон-Норт с 1931 по 1945 год и от национал-либералов с 1950 по 1964 год.
- 1959—1961 — Джеймс Хендерсон-Стюарт.
- 1961—1964 — Колин Торнтон-Кемсли[англ.] (1903—1977) — член парламента с 1939 по 1964 год.
- 1964—1968 — Дэвид Рентон[англ.] (1908—2007), 1-й барон Рентон — политик, проработавший более 60 лет в парламенте, 34 года в Палате общин, а затем 28 лет в Палате лордов.

## Результаты выборов
| Выборы | Лидер                | Голоса    | %   | Места     | Правительство                                         |
| ------ | -------------------- | --------- | --- | --------- | ----------------------------------------------------- |
| 1931   | Джон Саймон          | 809 302   | 3,7 | 35 из 615 | Национал-лейбористы—консерваторы—либералы             |
| 1935   | Джон Саймон          | 784 608   | 3,7 | 33 из 615 | Консерваторы—национал-лейбористы—либерал-националисты |
| 1945   | Эрнест Браун         | 686 652   | 2,9 | 11 из 640 | Лейбористы                                            |
| 1950   | Джон Маклей          | 985 343   | 3,4 | 16 из 625 | Лейбористы                                            |
| 1951   | Джон Маклей          | 1 058 138 | 3,7 | 19 из 625 | Консерваторы—национал-либералы                        |
| 1955   | Джон Маклей          | 842 113   | 3,1 | 21 из 630 | Консерваторы—национал-либералы                        |
| 1959   | Джеймс Дункан        | 765 794   | 2,7 | 20 из 630 | Консерваторы—национал-либералы                        |
| 1964   | Колин Торнтон-Кемсли | 326 130   | 1,2 | 6 из 630  | Лейбористы                                            |
| 1966   | Дэвид Рентон         | 149 779   | 0,5 | 3 из 630  | Лейбористы                                            |

## Наследие
В октябре 2013 года депутат-консерватор Ник Боулз предложил возродить Национал-либеральную партию как аффилированную Консервативной партии, которая выставляла бы кандидатов на выборы совместно с ней и могла бы привлечь голоса либерально настроенных избирателей, неготовых называть себя консерваторами.